# 信泰中心

信泰中心，俗称济南尊，是中国济南市的一座摩天大楼，位于历下区五指山CBD，高326公尺、64层楼，于2021年动工、预计2025年完工，是济南第四高楼。